# Andrzej Bratkowski (ekonomista)
Andrzej Stanisław Bratkowski (ur. 13 listopada 1952 w Warszawie) – polski ekonomista, w latach 2001–2004 wiceprezes Narodowego Banku Polskiego, członek Rady Polityki Pieniężnej w kadencji 2010–2016.

## Życiorys
Ukończył w 1976 studia ekonomiczne w Instytucie Nauk Ekonomicznych Uniwersytetu Warszawskiego. Na tej samej uczelni w 1984 uzyskał stopień naukowy doktora.
W latach 1977–1988 pracował w Ośrodku Badawczo-Rozwojowym SPIS, jednostce podległej Prezesowi Głównego Urzędu Statystycznego. Na początku lat 80. organizował w nim struktury „Solidarności”. Później był zatrudniony w Instytucie Polityki Naukowej, Postępu Technicznego i Szkolnictwa Wyższego. Współpracował z Katedrą Ekonometrii i Statystyki Wydziału Nauk Ekonomicznych UW. Pracował jako statystyk w Ośrodku Komputerowym Wydziału Psychologii Uniwersytetu Warszawskiego.
W 1990 został zastępcą dyrektora zespołu analiz w Najwyższej Izbie Kontroli, a w 1991 doradcą wicepremiera Leszka Balcerowicza. Pełnił funkcję eksperta zespołu negocjującego kwestie zadłużenia Polski z Klubem Londyńskim. W 1994 został doradcą w Banku Handlowym, angażował się też w prace badawcze Centrum Analiz Społeczno-Ekonomicznych (CASE). Opublikował liczne prace poświęcone kwestiom polityki monetarnej i walutowej.
W 2001 miał otwierać płocką listę Platformy Obywatelskiej w wyborach do Sejmu, jednak zrezygnował z kandydowania. W tym samym roku Leszek Balcerowicz powołał go na stanowisko wiceprezesa NBP, stanowisko to zajmował do 2004. Był później głównym ekonomistą Banku Pekao (2004–2008), następnie przeszedł do Polkomtela. 8 stycznia 2010 Sejm VI kadencji powołał go w skład Rady Polityki Pieniężnej. 20 stycznia złożył przed Sejmem przysięgę w związku z objęciem obowiązków członka RPP.

## Odznaczenia
W 2013 został wyróżniony odznaką honorową „Za Zasługi dla Finansów Publicznych Rzeczypospolitej Polskiej”, a w 2016 odznaką honorową „Za zasługi dla bankowości Rzeczypospolitej Polskiej”.